# 望月圭子
望月 圭子（もちづき けいこ、1959年 - ）は、日本の言語学者。東京外国語大学教授。

## 人物
専門は外国語教育（英語・中国語・日本語）、日本語・英語・中国語との対照言語学と学習者の母語に基づく外国語教授法、中国語学、日英中国語対照言語学。中国語学者望月八十吉(1921-2007)の次女。
理論言語学的手法で、動詞の自他、アスペクト、複合動詞の日本語・中国語の対照研究、連体修飾の対照研究、空間表現の対照研究、学習者コーパスに基づく誤用研究、学習者の母語に基づく効果的な教授法開発、日本語・中国語・英語ライティング指導の研究を行っている。

## コーパス・辞典
現在、研究チームで公開している日本語学習者コーパス、英語・中国語・日本語誤用辞典は以下の通りである。
a. 「日本語学習者言語コーパス」「日本語誤用オンライン辞書」の構築
　東京外国語大学グローバルCOEプログラム「コーパスに基づく言語学教育研究拠点」(2007年度～2011年度)において、英国リーズ大学、国立キエフ言語大学、台湾銘傳大学と連携し、「日本語学習者言語コーパス」「日本語誤用オンライン辞書」を製作し公開している。
　　　　http://cblle.tufs.ac.jp/llc/ja/index.php?menulang=ja
　　　　http://cblle.tufs.ac.jp/llc/ja/index.php?menulang=ja
「日本語誤用オンライン辞書」では、「日本語学習者言語コーパス」中の380の作文から抽出された10,498件の誤用を統語的・意味的範疇に基づいて分類・収録し、国内外の日本語学習者・教師を対象に、誤用の原因と正用についての情報も掲載している。
b. 東京外国語大学国際日本研究センター「『日本語教育研究の世界的な拠点』」の形成―日本語教育研究の基盤的整備」プロジェクト「日本語学　習者の母語･地域性を踏まえた日本語教育研究」(2009年度～2015年度)による国際連携
　　　http://www.tufs.ac.jp/common/icjs/jp/index.html
　　オンライン英語誤用辞典（前置詞・冠詞の誤用）
　　Online Dictionary of Misused English
```
   
http://sano.tufs.ac.jp/lcshare/
```

c. 英語・日本語・中国語誤用コーパスの構築とオンライン誤用辞典公開　
　科研基盤(B) 「英日中国語ウェブ誤用コーパス構築と母語をふまえた英語・日本語・中国語教授法開発」(2013年度-2015年度)において、リーズ大学・北京大学・国立台湾師範大学・上海外国語大学・上海師範大学との連携で、英日中国語学習者コーパスを授業の課題作文として収集し、1)誤用分類方法開発、2)添削・誤用タグ付け・誤用タグのXML化を容易にするソフトウェア開発を経て、英語・中国語・日本語オンライン誤用辞典を公開した。
1) 英語誤用辞典　  
　　http://ngc2068.tufs.ac.jp/corpus_eng/indexFlyv6.php
東京外国語大学・台湾師範大学・上海外国語大学における共通翻訳タスクを含むTOEIC平均800点レベルの上級学習者誤用コーパスに基づく誤用
2) 中国語誤用辞典　
　　http://ngc2068.tufs.ac.jp/corpus_ch/indexFlyv6.php
東京外国語大学中国語専攻の学習者作文コーパス及び台湾師範大学TOCFL（中国語検定試験CEFR A2,B1,B2レベル英語母語話者作文コーパスに基づく誤用
3) 日本語誤用辞典　
　　http://ngc2068.tufs.ac.jp/corpus_ja/indexFlyv6.php
リーズ大学・北京大学・上海外国語大学での共通課題タスクを含む上級者誤用コーパス誤用
　
東京外国語大学総合国際学研究院（言語文化部門・言語研究系）教授。言語学博士（台湾國立清華大學）。

## 学歴
- 1984年3月：東京外国語大学外国語学部中国語学科卒業
- 1986年3月：東京外国語大学大学院外国語学研究科修士課程修了
- 1988年7月：中国復旦大学中国語言研究所高級進級課程修了
- 2004年8月：台湾國立清華大學言語學研究所博士課程修了

## 職歴
- 1989年4月：東京外国語大学外国語学部助手
- 1993年4月：東京外国語大学外国語学部講師
- 1994年6月：ロンドン大学東洋アフリカ研究学院客員研究員
- 1998年4月：東京外国語大学外国語学部助教授
- 2004年4月：東京外国語大学外国語学部教授
- 2009年4月：東京外国語大学総合国際学研究院教授（大学院重点化により所属変更）、東京外国語大学国際日本研究センター教授（併任）

## 著書
•結果構文のタイポロジー, ひつじ書房, 単行本（学術書）, 共著, 2009年
•汉日理语言学研究, 学苑出版社, 単行本（学術書）, 共著, 2009年
•台湾における日本研究・日本語教育・外国語教育, 東京外国語大学「世界の「言語・文化・地域」理解のための最適化教育プログラム」, その他, 編著, 2007年
•言語教育のための対照言語学研究, 東京外国語大学大学院地域文化研究科　言語教育学プログラム推進室, 調査報告書, 編著, 2007年
•漢語與日語的使動與起動交替, 台湾国立清華大学言語学研究所博士論文, 単行本（学術書）, 単著, 2004年
•日本と中国（共著）, 東京書籍, 単行本（一般書）, 共著, 1992年
•中国語の主題構造, 東京外国語大学外国語学研究科修士論文, その他, 単著, 1986年
・「日本語と中国語における使役起動交替」、『松田徳一郎教授追悼論文集』　研究社、236-260頁, 2003年
・「日中英語の比較文法：間接受動文をめぐって」 、『追求卓越の日本研究・日本語教育』台湾日本語教育学会 、58-73頁、 2000年
・「漢語里的完成体」 、『漢語学習』2000年1期、延辺大学 、12-16頁、2000年

## 論文
•’Cross-Linguistic Error Types of Misused Chinese Based　on Learners’ Corpora’, Computational Linguistics and Chinese Language Processing, 20巻1号, 97--113, 2015年
• 「中国語・英語・日本学習者コーパスにみる空間認知と誤用」, 『日語教学与日本文化研究-2013年度上海外国語大学日本文化経済学院国際研討会記念論文集』　, 64-68, 2014年.
•「英語・日本語における空間・時間に関わる格標識：日本語母語話者による英作文学習者コーパスにみられる誤用類型」, 『東京外国語大学論集第85号』, 85号, 219--236, 2012年.
•「日本語学習者コーパスに基づく2文の接続に関する誤用の類型―中国語母語話者と英語母語話者の場合―」, 2012年日本語教育国際研究大会予稿集, 339--339, 2012年.
•Inheritance of Argument Structure and Compounding Constraints of　Resultative Comound Verbs in Chinese and Japanese　, Proceedings of the 22nd North American Conference on Chinese Linguistics (NACCL-22) and the 18th International Conference on Chinese Linguistics (IACL-18), 2巻, 341--355, 2012年.
• <從語言類型看華日語複合動詞內部結構的特性>, ≪第十屆世界華語文教學研討會論文集第三冊：教學研究2≫世界華語文教學會, 261--279, 2011年.
•「日本語と中国語の複合動詞形成規則」, 『異文化コミュニケーションのための日本語教育1』修剛/李運博編, 1巻, 469--470, 2011年.
•日本語と中国語の複合動詞の語形成, ,『汉日语言对比研究论丛第二辑』２巻, 46--72.汉日对比语言学研究(协作)会 北京大学出版社。2011年
•「漢日語的主語指向型結果複合動詞」, 『第九屆世界華語文教學研討會論文集　第五冊』, 5巻, 1--5, 2009年
•中国語を母語とする上級日本語学習者によるヴォイスの誤用分析ー中国語との対照からー, 東京外国語大学論集第78号, 78号, 85--106, 2009年
•日本語・中国語の自動詞構文の対照研究～‘-e-’ 自動詞と‘-ar-’自動詞との対照をめぐって～, 2007中日理論言語学研究国際フォーラム論文集, 2007年
•Patient-Orientedness of Resultative Compound Verbs in Chinese, Corpus-Based Perspectives in Linguistics. Kawaguchi Y.(ed.) John Benjamines., 287--300, 2007年
•<華語與日語的VV型複合動詞－V1與V2之間有子句關係的場合>, 『第八屆世界華語文教學研討會論文集』 世界華語文教育學會, 2006年
•補文関係をもつVV型複合動詞－日本語と中国語の対照から－, 21世紀COEプログラム「言語運用を基盤とする言語情報学拠点」『言語情報学研究報告』, 11号, 51--68, 2006年
•漢語的使動與起動交替, 21世紀COEプログラム「言語運用を基盤とする言語情報学拠点」『言語情報学研究報告書』東京外国語大学大学院地域文化研究科., 7号, 97--125, 2005年
•漢語動詞的及物與不及物：日本學生的學習困難點, 『第七屆世界華語文教學研討會論文集』世界華語文教育學會, 第二巻, 2003年
•日本語と中国語における使役起動交替, 松田徳一郎教授追悼論文集, 236--260, 2003年
•When Causatives Mean Passive in Mandarin Chinese (2) jointly worked, 『現代中国語研究』, 第二号, 112--130, 2001年
•When Causatives Mean Passive in Mandarin Chinese(1)　jointly worked, 現代中国語研究, 創刊号, 79--88, 2000年
•日中英語の比較文法：間接受動文をめぐって, 追求卓越的日本研究国際会議, 58--73, 2000年
•漢語里的完成体, 漢語学習, 12--16, 2000年
•‘は’と‘が’：中国語を母語とする学習者への教授法, 東京外国語大学百周年記念論文集, 197--221, 1999年
•いわゆる‘多主語構文’の日中語対照, 現代中国語研究論集, 317--345, 1999年
•中国語における文末の‘了’と二つの事態, 言語研究, 123--137, 1998年
•華語和日語的否定詞, 第５回世界華語語文教学研討会論文集, 513--525, 1997年

## 獲得した研究費
1.科学研究費 基盤研究(B) 代表「英日中国語ウェブ誤用コーパス構築と母語をふまえた英語・日本語・中国語教授法開発」(2013年度-2015年
　度)
2.科学研究費　基盤研究(A)分担研究者「多言語話しことばコーパスと学習者言語コーパスに基づく言語運用の研究と教育への応用」(2007年度　～2010年度)
3.東京外国語大学グローバルCOEプログラム「コーパスに基づく言語学教育研究拠点」(2007年度～2011年度)日本語学習者コーパス、日本語誤　用辞典製作
4. 東京外国語大学国際日本研究センター「『日本語教育研究の世界的な拠点』」の形成―日本語教育研究の基盤的整備」プロジェクト「日本語学　習者の母語･地域性を踏まえた日本語教育研究」(2009年度～2015年度)